# Lista de personagens de Once Upon a Time
A seguir se apresenta a lista de personagens de Once Upon a Time, uma série de televisão de fantasia, aventura, drama, romance e bruxaria norte-americana, desenvolvida por Edward Kitsis e Adam Horowitz e transmitida pelo canal ABC, que é baseada nos clássicos personagens de contos de fadas.

## Once Upon a Time

### Elenco Principal
| Ator                  | Personagem                                  | Personagem              | Dubladores                                                       | Temporadas | Temporadas   | Temporadas | Temporadas   | Temporadas   | Temporadas   | Temporadas   |
| Ator                  | Contos de Fadas                             | Mundo Real              | Dubladores                                                       | 1          | 2            | 3          | 4            | 5            | 6            | 7            |
| --------------------- | ------------------------------------------- | ----------------------- | ---------------------------------------------------------------- | ---------- | ------------ | ---------- | ------------ | ------------ | ------------ | ------------ |
| Ginnifer Goodwin      | Branca de Neve                              | Mary Margaret Blanchard | Letícia Quinto                                                   | Principal  | Principal    | Principal  | Principal    | Principal    | Principal    | Participação |
| Jennifer Morrison     | Emma Swan                                   | —                       | Fátima Noya                                                      | Principal  | Principal    | Principal  | Principal    | Principal    | Principal    | Participação |
| Lana Parrilla         | Regina Mills / Rainha Má                    | Roni                    | Eleonora Prado                                                   | Principal  | Principal    | Principal  | Principal    | Principal    | Principal    | Principal    |
| Josh Dallas           | David / Príncipe Encantado                  | David Nolan             | Felipe Grinnan                                                   | Principal  | Principal    | Principal  | Principal    | Principal    | Principal    | Participação |
| Jared S. Gilmore      | —                                           | Henry Daniel Mills      | Vyni Takahashi (1º–6º temporada) / Gabriel Martins (7º temporada | Principal  | Principal    | Principal  | Principal    | Principal    | Principal    | Recorrente   |
| Andrew J. West        | —                                           | Henry Daniel Mills      | Diego Marques                                                    |            |              |            |              |              | Participação | Principal    |
| Raphael Sbarge        | Grilo Falante                               | Dr. Archibald Hopper    | Luiz Antônio Lobue                                               | Principal  | Recorrente   | Recorrente | Participação |              | Recorrente   | Participação |
| Jamie Dornan          | Caçador                                     | Xerife Graham Humbert   | Hermes Baroli                                                    | Principal  | Participação |            |              |              |              |              |
| Robert Carlyle        | Rumplestiltskin / Crocodilo / Fera          | Sr. Gold/Weaver         | Élcio Sodré                                                      | Principal  | Principal    | Principal  | Principal    | Principal    | Principal    | Principal    |
| Eion Bailey           | Pinóquio                                    | August Wayne Booth      | Fritz Gianvito                                                   | Principal  | Recorrente   |            | Recorrente   |              | Recorrente   | Participação |
| Emilie de Ravin       | Bela                                        | Lacey                   | Luciana Baroli                                                   | Recorrente | Principal    | Principal  | Principal    | Principal    | Principal    | Participação |
| Colin O'Donoghue      | Killian Jones / Capitão Gancho              | —                       | Raul Ferreira Netto                                              |            | Principal    | Principal  | Principal    | Principal    | Principal    | Participação |
| Colin O'Donoghue      | Gancho                                      | Rogers                  | Raul Ferreira Netto                                              |            |              |            |              |              | Participação | Principal    |
| Meghan Ory            | Chapeuzinho Vermelho / Lobo                 | Ruby                    | Priscila Franco                                                  | Recorrente | Principal    | Recorrente |              | Recorrente   |              |              |
| Michael Raymond-James | Baelfire                                    | Neal Cassidy            | Wendel Bezerra                                                   |            | Recorrente   | Principal  |              | Participação |              |              |
| Michael Socha         | Will Scarlet / Valete de Copas / Rei Branco | —                       | Caio Guarnieri                                                   |            |              |            | Principal    |              |              |              |
| Rebecca Mader         | Zelena / Bruxa Má do Oeste                  | Kelly West              | Márcia Regina                                                    |            |              | Recorrente | Recorrente   | Principal    | Principal    | Recorrente   |
| Sean Maguire          | Robin de Locksley / Robin Hood              | —                       | Dado Monteiro                                                    |            |              | Recorrente | Recorrente   | Principal    | Recorrente   | Participação |
| Dania Ramirez         | Cinderella                                  | Jacinda Vidrio          | Veridiana Benassi                                                |            |              |            |              |              |              | Principal    |
| Gabrielle Anwar       | Rapunzel / Lady Tremaine                    | Victoria Belfrey        | Sandra Mara Azevedo                                              |            |              |            |              |              |              | Principal    |
| Alison Fernandez      | Lucy Mills                                  | Lucy Vidrio             | Flora Paulita                                                    |            |              |            |              |              | Participação | Principal    |
| Mekia Cox             | Tiana                                       | Sabine                  | Flora Paulita                                                    |            |              |            |              |              |              | Principal    |

- Ginnifer Goodwin como Branca de Neve / Mary Margaret  - É filha de Rei Leopold e Rainha Eva, enteada de Regina, esposa do Príncipe Encantado, mãe de Emma Swan e Príncipe Neal, avó de Henry e Hope e bisavó de Lucy. Quando criança, ela sem querer contou a Cora um segredo envolvendo o relacionamento secreto de Regina com Daniel, o menino do estábulo. Isso resultou em Cora matando Daniel, o ódio de Regina por Branca e um mau relacionamento entre Cora e Regina. Depois que Cora matou a mãe de Branca, Regina se casou com o rei Leopold. Regina e Sydney mataram o rei Leopold e Regina assumiu o reino. Desde então, Branca tem fugido de Regina, eventualmente conhecendo o Príncipe David, que ela chama de Encantado. Ela é mais tarde colocada sob uma maldição de sono por Regina, mas a maldição foi quebrada por Encantado. Os dois se casam, mas são ameaçados por Regina com uma maldição. Para derrotá-la, Branca e Encantado enviam sua filha Emma para uma Terra Sem Magia, enquanto a maldição consome seu reino. Em Storybrooke, ela aparece como Mary Margaret Blanchard, uma professora primária da Storybrooke. Depois que a maldição quebrou, ela se reuniu com sua família. Enfrentando a ameaça de Cora, Mary Margaret a mata amaldiçoando o coração de Cora, mas lamenta imediatamente. Ela então ajuda Emma a resgatar Henry de Peter Pan, mas é devolvido à Floresta Encantada junto com todos os outros. Na Floresta Encantada, quando ela engravida novamente, Zelena ameaça seu feto, levando-a a lançar a Maldição das Trevas para trazer todos de volta a Storybrooke para encontrar Emma. Seu passado sombrio envolvendo Malévola e seu filho é revelado mais tarde, causando uma desavença temporária entre ela e Emma. Após o retorno da Rainha Má, ela é colocada em uma maldição conjunta com David, mas os moradores de Storybrooke ajudam a quebrar a maldição. Mary Margaret também testemunha a batalha final, e depois que a batalha é ganha, ela se junta a sua família em um jantar comemorativo.
- Jennifer Morrison como Emma Swan - É filha de Branca de Neve e Príncipe Encantado, irmã do Príncipe Neal, esposa de Gancho, mãe de Henry Mills e Hope, e avó de Lucy. Nascida na Floresta Encantada, Emma é enviada para uma Terra Sem Magia para quebrar uma maldição em vinte e oito anos. Ela cresceu em um orfanato e depois morou em famílias adotivas e assistência social. Anos depois, ela conhece Neal Cassidy, o que resulta no nascimento de seu filho, a quem ela desiste para adoção. Dez anos depois, ela é encontrada por Henry, seu filho, e levada para Storybrooke para quebrar a maldição. Trazida a Storybrooke com a orientação de Henry, Emma eventualmente quebra a maldição e se reúne com sua família, mas enfrenta ameaças de Cora, que Mary Margaret mata. No entanto, depois que Henry é sequestrado para Terra do Nunca, Emma e sua família ajudam a resgatá-lo, mas todos em Storybrooke são enviados de volta para seus respectivos reinos, e Emma e Henry são forçados a sair como um preço. Um ano depois, ela é trazida de volta a Storybrooke para quebrar outra maldição que eventualmente a leva a descobrir sobre sua vida adotiva com a Rainha da Neve. Ela é então atacada pelas Trevas e se transformou em Senhora das Trevas temporariamente. A chegada da Fada Negra força Emma a se preparar para a Batalha Final. Um dia antes da luta, Emma se casa com Hook e depois luta a batalha final e vence. Ela comemora a vitória com sua família no Granny’s. Mais tarde, ela anuncia que está grávida e, nos últimos momentos da série, chega atrasada à coroação de Regina com Killian e a filha recém-nascida Hope no Castelo Encantado.
- Lana Parrilla como Rainha Má / Regina Mills / Roni / Rainha Boa - É filha de Cora e do Principe Henry, meia-irmã de Zelena, mãe de Henry Mills, e avó de Lucy. Quando Branca de Neve revela o relacionamento secreto de Regina com Daniel para sua mãe, Cora, que o mata na frente dela, Regina é forçada a se casar com o Rei Leopold. Regina mais tarde mata o rei Leopold, assumindo o reino como a rainha má. A fim de destruir a felicidade de Branca de Neve, ela lança a Maldição das Trevas responsável pela destruição da Floresta Encantada, o transporte de muitos para uma Terra Sem Magia e o tempo congelando para todos em todas as terras de seu universo. Em Storybrooke, ela é a prefeita da cidade e estritamente governa a cidade há vinte e oito anos, mas isso chega ao fim depois que Emma quebra a maldição. Regina depois se choca com sua mãe depois que ela viaja para Storybrooke da Floresta Encantada. Regina também descobre sobre sua meia-irmã Zelena e tem um relacionamento de irmã rochosa com ela, inicialmente querendo matá-la enquanto se envolve em um relacionamento com Robin Hood, que se sacrifica para salvá-la. Regina testemunha Emma vencendo a batalha final e celebra com sua família no Granny’s. Regina mais tarde se muda para a Nova Terra Encantada para estar com Henry, mas é trazida para Hyperion Heights em uma nova Maldição lançada por Gothel, e fica conhecida como Roni que trabalha em um bar juntamente com Kelly, a amaldiçoada contraparte de Zelena, para quebrar a maldição depois de recuperar suas memórias. Durante a luta contra Gothel, Roni é nocauteada por ela. Depois que Henry recupera sua crença e beija Roni, a Maldição das Trevas é quebrada quando Roni recupera sua magia. Após um tempo Regina é coroada como a Rainha Boa em uma expansiva Storybrooke.
- Josh Dallas como Principe Encantado / David Nolan - Era um pastor, e depois virou Principe, é filho de Ruth e irmão gêmeo do príncipe James. Ele é o marido de Branca de Neve, assim como o pai de Emma Swan e Principe Neal, avô de Henry Mills e Hope e bisavô de Lucy. Aprendendo a lutar com espadas com Anna, ele derrota Bo-Peep, impedindo-a de assediar a fazenda de sua mãe. Algum tempo depois, ele é levado pelo rei George para se passar por seu irmão gêmeo, o príncipe James, que morreu. Eventualmente, ele conhece Snow White, que o chama de Príncipe Encantado. Mais tarde ele se casa com ela. Após o lançamento da maldição pela Rainha Má, ele envia sua filha Emma para a Terra Sem Magia, na esperança de ela voltar a quebrar a maldição. Em Storybrooke, ele aparece pela primeira vez como um internado, que passou anos sem identificação. Mais tarde ele é identificado como David Nolan, o marido de Kathryn Nolan. Quando a maldição é quebrada, ele se reúne com Mary Margaret, sua filha Emma e seu neto Henry. Mais tarde ele se junta ao resto dos heróis e Gancho e vai para A Terra do Nunca para salvar Henry de Peter Pan. Ele é trazido de volta para Storybrooke quando ele, Branca de Neve e Regina lançam uma nova maldição. Ele e Branca mais tarde trombam com Malévola, que ameaça revelar um segredo sombrio sobre seu passado. Quando Emma se torna a nova Senhora das Trevas, ele viaja para Camelot com os heróis e Hook para salvá-la e depois se junta a eles na viagem para o submundo. Depois de retornar a Storybrooke, ele acidentalmente é enviado para a Terra das Histórias Não Contadas com Mary Margaret, Zelena e Gancho, mas é eventualmente levado de volta a Storybrooke. David é então amaldiçoado pela metade má de Regina com uma maldição conjunta que é quebrada pelos habitantes da cidade. Ele testemunha a luta de Emma na batalha final e, depois de vencê-lo, ele recebe uma fazenda para ele, Mary Margaret e Neal. Ele se reúne com o resto de sua família para jantar no Granny's.
- Andrew J. West/ Jared S. Gilmore como Henry Daniel Mills - É filho de Emma Swan e Neal Cassidy, filho adotivo de Regina Mills, Killian Jones é seu padrasto , irmão de Hope, marido de Ella, pai de Lucy Mills, sobrinho do príncipe Neal, neto de Branca de Neve, Príncipe David, Rumplestiltskin e Milah e bisneto de Cora Mills, o príncipe Henrique, Malcolm e Fiona.  Adotado por Regina depois que Emma o entrega, Henry ganha o livro Once Upon a Time e acredita que o pessoal de Storybrooke está amaldiçoado e faz Emma quebrá-la. Uma vez quebrado, Henry se reúne com Emma e sua família. O amor por Henry também corrige o conflito de Branca e Regina. Henry então se torna o autor. Eventualmente, Henry deixa Storybrooke para New Fairy Tale Land após a graduação para encontrar sua própria história, conhecer Ella e se tornar o pai de Lucy. Outra maldição é lançada e Henry é enviado de volta para a Terra Sem Magia.  Em Seattle, Henry aparece como um motorista do Swift Transportation em Seattle e é encontrado por Lucy, que o convence da maldição em Hyperion Heights. Não acreditando nela, ele a segue para casa e se apaixona por Jacinda e se enrosca no caso do assassino de doces. Ele finalmente recupera suas memórias e seu amor por Regina quebra a maldição. Depois que a maldição quebra, ele enfrenta ameaças de Rumplestiltskin do Reino dos Desejos e o derrota. Henry, em seguida, assiste a coroação de Regina com sua família após a fusão dos reinos.
- Raphael Sbarge como Grilo Falante / Dr. Archibald Hopper - É o filho de vigaristas que deseja viver uma vida honesta, mas é muito fraco de vontade de deixar sua família. Na Floresta Encantada, ele recebe uma poção de Rumplestiltskin que irá libertá-lo de seus pais, mas inadvertidamente o dá a um jovem casal, transformando o casal em marionetes. Ele deseja uma estrela na esperança de que o casal seja transformado de volta. A Fada Azul aparece e diz a ele que ela não pode desfazer o trabalho de Rumplestiltskin. Para fazer as coisas direito, ela o transforma em um grilo para que ele possa ser livre de seus pais e orientar o filho de Geppetto. Ele foi transportado em humano para Storybrooke quando Regina lançou sua maldição. Em Storybrooke, ele é o Dr. Archibald Hopper , o psicoterapeuta da cidade, mas é frequentemente chamado de Archie pelos residentes. Um dia, Regina Mills pede a Archie que convença seu filho adotivo, Henry, de que suas idéias sobre a maldição são falsas. Embora isso viole sua consciência, ele inicialmente atende às exigências dela. Archie confidencia a Henry que ele quer ser livre, enfrentando Regina e ameaçando declará-la como uma mãe incapaz, se ela continuar interferindo nas sessões dele. Emma depois quebra a maldição e ele recupera suas memórias como Grilo. A mãe de Regina, Cora, mais tarde, assume a forma de sua filha e sequestra Archie enquanto disfarça uma pessoa não especificada que ela matou como seu corpo. Ele é mais tarde encontrado por Belle no navio do Capitão Gancho, do qual ele é resgatado. Ele é transportado de volta para a Floresta Encantada quando Regina desfez sua maldição e depois foi transportada de volta para Storybrooke quando a maldição foi lançada novamente. Emma mais tarde visitou o Dr. Hopper sobre suas visões de sua morte contra um inimigo desconhecido. Após a morte do Oráculo, o Dr. Hopper é sequestrado pela Rainha Má, onde ele observou o bebê de Zelena enquanto eles estavam fora. Após seu retorno, o Dr. Hopper é transformado em um grilo pela Rainha Má e preso em uma gaiola. Com Regina distraindo a Rainha do Mal e Zelena, Mary Margaret e David conseguiram libertar Archie e se converteram em humanos. No dia do casamento de Emma e Hook, ele oficia o casamento.

### Elenco Recorrente
| Intérprete                | Personagem       | Personagem                 | Temporadas      | Temporadas      | Temporadas      | Temporadas      | Temporadas      | Temporadas      | Temporadas      |
| Intérprete                | No Mundo Real    | No Mundo Encantado         | 1               | 2               | 3               | 4               | 5               | 6               | 7               |
| ------------------------- | ---------------- | -------------------------- | --------------- | --------------- | --------------- | --------------- | --------------- | --------------- | --------------- |
| Beverley Elliott          | Widow Lucas      | Vovózinha                  | Recorrente      | Recorrente      | Recorrente      | Recorrente      | Recorrente      | Recorrente      | Participação    |
| Lee Arenberg              | Leroy            | Zangado                    | Recorrente      | Recorrente      | Recorrente      | Recorrente      | Recorrente      | Recorrente      | Participação    |
| Keegan Connor Tracy       | Madre Superiora  | Fada Azul                  | Recorrente      | Recorrente      | Recorrente      | Recorrente      | Recorrente      | Recorrente      | Participação    |
| Faustino Di Bauda         | Walter           | Soneca                     | Recorrente      | Recorrente      | Recorrente      | Recorrente      | Recorrente      | Recorrente      | Participação    |
| Gabe Khouth               | Clark            | Atchim                     | Recorrente      | Recorrente      | Recorrente      | Recorrente      | Recorrente      | Recorrente      | Participação    |
| Mig Macario               | —                | Dengoso                    | Recorrente      | Recorrente      | Recorrente      | Recorrente      | Recorrente      | Recorrente      | Does not appear |
| Michael Coleman           | —                | Feliz                      | Recorrente      | Recorrente      | Recorrente      | Recorrente      | Recorrente      | Participação    | Does not appear |
| Jeffrey Kaiser            | —                | Dunga                      | Recorrente      | Recorrente      | Recorrente      | Recorrente      | Recorrente      | Does not appear | Does not appear |
| David Avalon              | —                | Mestre                     | Recorrente      | Recorrente      | Recorrente      | Participação    | Recorrente      | Recorrente      | Participação    |
| David Anders              | Dr. Whale        | Victor Frankenstein        | Recorrente      | Recorrente      | Recorrente      | Does not appear | Participação    | Participação    | Does not appear |
| Tony Amendola             | Marco            | Geppetto                   | Recorrente      | Recorrente      | Participação    | Recorrente      | Does not appear | Recorrente      | Participação    |
| Ingrid Torrance           | Enfermeira       | Enfermeira Ratched         | Recorrente      | Recorrente      | Does not appear | Participação    | Recorrente      | Recorrente      | Does not appear |
| Tony Pérez                | —                | Príncipe Henry Mills       | Recorrente      | Recorrente      | Does not appear | Participação    | Recorrente      | Participação    | Does not appear |
| Alan Dale                 | Albert Spencer   | Rei George                 | Recorrente      | Recorrente      | Does not appear | Does not appear | Does not appear | Participação    | Does not appear |
| Sebastian Stan            | Jefferson        | Chapeleiro Maluco          | Recorrente      | Recorrente      | Does not appear | Does not appear | Does not appear | Does not appear | Does not appear |
| Giancarlo Esposito        | Sidney Glass     | Espelho Mágico/Gênio       | Recorrente      | Does not appear | Participação    | Recorrente      | Does not appear | Participação    | Does not appear |
| Jessy Schram              | Ashley Boyd      | Cinderela                  | Recorrente      | Does not appear | Does not appear | Participação    | Does not appear | Participação    | Participação    |
| Noah Bean                 | —                | Daniel Colter              | Recorrente      | Participação    | Does not appear | Does not appear | Does not appear | Does not appear | Does not appear |
| Anastasia Griffith        | Kathryn Nolan    | Princesa Abigail           | Recorrente      | Does not appear | Participação    | Does not appear | Does not appear | Does not appear | Does not appear |
| Kristin Bauer van Straten | —                | Malévola                   | Recorrente      | Does not appear | Does not appear | Recorrente      | Does not appear | Does not appear | Does not appear |
| Eric Keenleyside          | Moe French       | Sir Maurice                | Participação    | Participação    | Participação    | Participação    | Recorrente      | Does not appear | Does not appear |
| Barbara Hershey           | —                | Cora Mills/Rainha de Copas | Participação    | Recorrente      | Participação    | Participação    | Recorrente      | Does not appear | Does not appear |
| Emma Caulfield            | —                | Bruxa Cega                 | Participação    | Does not appear | Does not appear | Does not appear | Recorrente      | Does not appear | Does not appear |
| Chris Gauthier            | —                | William Smee               | Does not appear | Recorrente      | Recorrente      | Participação    | Does not appear | Participação    | Does not appear |
| Sarah Bolger              | —                | Princesa Aurora            | Does not appear | Recorrente      | Recorrente      | Participação    | Does not appear | Does not appear | Participação    |
| Jamie Chung               | —                | Mulan                      | Does not appear | Recorrente      | Recorrente      | Does not appear | Recorrente      | Does not appear | Does not appear |
| Julian Morris             | —                | Príncipe Phillip           | Does not appear | Recorrente      | Recorrente      | Does not appear | Does not appear | Does not appear | Does not appear |
| Ethan Embry               | Greg Mendell     | —                          | Does not appear | Recorrente      | Participação    | Does not appear | Does not appear | Does not appear | Does not appear |
| Sonequa Martin-Green      | —                | Tamara                     | Does not appear | Recorrente      | Participação    | Does not appear | Does not appear | Does not appear | Does not appear |
| Rachel Shelley            | —                | Milah                      | Does not appear | Recorrente      | Does not appear | Does not appear | Participação    | Does not appear | Does not appear |
| Christie Laing            | —                | Marian                     | Does not appear | Participação    | Recorrente      | Recorrente      | Does not appear | Does not appear | Does not appear |
| Parker Croft              | —                | Felix                      | Does not appear | Participação    | Recorrente      | Does not appear | Does not appear | Does not appear | Does not appear |
| Sinqua Walls              | —                | Lancelote                  | Does not appear | Participação    | Does not appear | Does not appear | Recorrente      | Does not appear | Does not appear |
| Robbie Kay                | —                | Peter Pan                  | Does not appear | Does not appear | Recorrente      | Does not appear | Recorrente      | Does not appear | Participação    |
| Rose McIver               | —                | Sininho                    | Does not appear | Does not appear | Recorrente      | Does not appear | Does not appear | Participação    | Does not appear |
| Vários Bebês              | Principe Neal    | Principe Neal              | Does not appear | Does not appear | Participação    | Recorrente      | Recorrente      | Recorrente      | Participação    |
| Georgina Haig             | —                | Rainha Elsa                | Does not appear | Does not appear | Participação    | Recorrente      | Does not appear | Does not appear | Does not appear |
| Teri Reeves               | —                | Dorothy Gale               | Does not appear | Does not appear | Participação    | Does not appear | Recorrente      | Does not appear | Does not appear |
| Victoria Smurfit          | Cruella Feinberg | Cruella de Vil             | Does not appear | Does not appear | Does not appear | Recorrente      | Recorrente      | Does not appear | Participação    |
| Timothy Webber            | —                | O Aprendiz                 | Does not appear | Does not appear | Does not appear | Recorrente      | Participação    | Does not appear | Participação    |
| Patrick Fischler          | Isaac Heller     | —                          | Does not appear | Does not appear | Does not appear | Recorrente      | Does not appear | Participação    | Does not appear |
| Elizabeth Lail            | —                | Princesa Anna              | Does not appear | Does not appear | Does not appear | Recorrente      | Does not appear | Does not appear | Does not appear |
| Scott Michael Foster      | —                | Kristoff                   | Does not appear | Does not appear | Does not appear | Recorrente      | Does not appear | Does not appear | Does not appear |
| Elizabeth Mitchell        | Sarah Fisher     | Ingrid / Rainha da Neve    | Does not appear | Does not appear | Does not appear | Recorrente      | Does not appear | Does not appear | Does not appear |
| Agnes Bruckner            | Lilith Page      | —                          | Does not appear | Does not appear | Does not appear | Recorrente      | Does not appear | Does not appear | Does not appear |
| Merrin Dungey             | —                | Ursula                     | Does not appear | Does not appear | Does not appear | Recorrente      | Does not appear | Does not appear | Does not appear |
| Elliot Knight             | —                | Merlin                     | Does not appear | Does not appear | Does not appear | Participação    | Recorrente      | Does not appear | Does not appear |
| Olivia Steele-Falconer    | —                | Violet                     | Does not appear | Does not appear | Does not appear | Does not appear | Recorrente      | Recorrente      | Does not appear |
| Liam Garrigan             | —                | Rei Arthur                 | Does not appear | Does not appear | Does not appear | Does not appear | Recorrente      | Does not appear | Does not appear |
| Amy Manson                | —                | Merida                     | Does not appear | Does not appear | Does not appear | Does not appear | Recorrente      | Does not appear | Does not appear |
| Joana Metrass             | —                | Rainha Genebra             | Does not appear | Does not appear | Does not appear | Does not appear | Recorrente      | Does not appear | Does not appear |
| Greg Germann              | —                | Hades                      | Does not appear | Does not appear | Does not appear | Does not appear | Recorrente      | Does not appear | Does not appear |
| Hank Harris               | —                | Dr. Henry Jekyll           | Does not appear | Does not appear | Does not appear | Does not appear | Participação    | Recorrente      | Does not appear |
| Sam Witwer                | —                | Sr. Hyde                   | Does not appear | Does not appear | Does not appear | Does not appear | Participação    | Recorrente      | Does not appear |
| Giles Matthey             | Gideon           | Morfeu                     | Does not appear | Does not appear | Does not appear | Does not appear | Does not appear | Recorrente      | Participação    |
| Deniz Akdeniz             | Não revelado     | Aladdin                    | Does not appear | Does not appear | Does not appear | Does not appear | Does not appear | Recorrente      | Does not appear |
| Karen David               | Shirin           | Princesa Jasmine           | Does not appear | Does not appear | Does not appear | Does not appear | Does not appear | Recorrente      | Does not appear |
| Faran Tahir               | —                | Capitão Nemo               | Does not appear | Does not appear | Does not appear | Does not appear | Does not appear | Recorrente      | Does not appear |
| Jaime Murray              | —                | Fiona / Fada Negra         | Does not appear | Does not appear | Does not appear | Does not appear | Does not appear | Recorrente      | Does not appear |
| Vários Bebês              | Robin            | Margot                     |                 |                 |                 |                 | Recorrente      | Recorrente      |                 |
| Tiera Skovbye             | Robin            | Margot                     |                 |                 |                 |                 |                 |                 | Recorrente      |
| Adelaide Kane             | Ivy Belfrey      | Drizella                   | Does not appear | Does not appear | Does not appear | Does not appear | Does not appear | Does not appear | Recorrente      |
| Rose Reynolds             | Tilly            | Alice                      | Does not appear | Does not appear | Does not appear | Does not appear | Does not appear | Does not appear | Recorrente      |
| Emma Booth                | Eloise Gardener  | Gothel                     |                 |                 |                 |                 |                 |                 | Recorrente      |
| Meegan Warner             | Eloise Gardener  | Rapunzel                   | Recorrente      |                 |                 |                 |                 |                 |                 |
| Daniel Francis            | Sr.Samdi         | Dr. Facilier               |                 |                 |                 |                 |                 |                 | Recorrente      |
| Yael Yurman               | Anastasia        | Anastasia                  |                 |                 |                 |                 |                 |                 | Recorrente      |
| Bruce Blaine              | Sargento Desk    | —                          |                 |                 |                 |                 |                 |                 | Recorrente      |
| Trevor Roberts            | Remy             | —                          |                 |                 |                 |                 |                 |                 | Recorrente      |
| Nathan Parsons            | Nick Branson     | Jack / João                |                 |                 |                 |                 |                 |                 | Recorrente      |
| Jeff Pierre               | Drew             | Naveen                     |                 |                 |                 |                 |                 |                 | Recorrente      |
| Chilton Crane             | Hilda            | Bruxa Cega                 |                 |                 |                 |                 |                 |                 | Recorrente      |

### Elenco Convidado
| Intérprete          | Personagem    | Personagem            | Temporadas      | Temporadas      | Temporadas      | Temporadas      | Temporadas      | Temporadas      | Temporadas      |
| Intérprete          | No Mundo Real | No Mundo Encantado    | 1               | 2               | 3               | 4               | 5               | 6               | 7               |
| ------------------- | ------------- | --------------------- | --------------- | --------------- | --------------- | --------------- | --------------- | --------------- | --------------- |
| Richard Schiff      | —             | Rei Leopold           | Participação    | Participação    | Participação    | Does not appear | Does not appear | Does not appear | Does not appear |
| Gabrielle Rose      | —             | Ruth                  | Participação    | Participação    | Does not appear | Participação    | Does not appear | Participação    | Does not appear |
| Josh Dallas         | —             | Príncipe James        | Participação    | Participação    | Does not appear | Does not appear | Participação    | Does not appear | Does not appear |
| Jarod Joseph        | Billy         | Gus                   | Participação    | Participação    | Does not appear | Does not appear | Does not appear | Participação    | Does not appear |
| Alex Zahara         | —             | Rei Midas             | Participação    | Does not appear | Participação    | Does not appear | Does not appear | Does not appear | Does not appear |
| Brad Dourif         | —             | Zoso                  | Participação    | Does not appear | Does not appear | Participação    | Does not appear | Does not appear | Does not appear |
| Wes Brown           | —             | Gaston                | Participação    | Does not appear | Does not appear | Does not appear | Participação    | Does not appear | Does not appear |
| Pauline Casiño      | —             | Esmeralda             | Does not appear | Does not appear | Does not appear | Does not appear | Participação    | Does not appear | Does not appear |
| Tim Phillips        | Sean Herman   | Príncipe Thomas       | Participação    | Does not appear | Does not appear | Does not appear | Does not appear | Participação    | Does not appear |
| Rena Sofer          | —             | Rainha Eva            | Does not appear | Participação    | Participação    | Does not appear | Does not appear | Does not appear | Does not appear |
| Freya Tingley       | —             | Wendy Darling         | Does not appear | Participação    | Participação    | Does not appear | Does not appear | Does not appear | Does not appear |
| Matt Kane           | —             | John Darling          | Does not appear | Participação    | Participação    | Does not appear | Does not appear | Does not appear | Does not appear |
| James Immekus       | —             | Michael Darling       | Does not appear | Participação    | Participação    | Does not appear | Does not appear | Does not appear | Does not appear |
| Wil Traval          | Keith         | Xerife de Nottingham  | Does not appear | Participação    | Does not appear | Participação    | Does not appear | Participação    | Does not appear |
| Tzi Ma              | —             | Dragão                | Does not appear | Participação    | Does not appear | Does not appear | Participação    | Participação    | Does not appear |
| Jorge Garcia        | —             | Anton, o Gigante      | Does not appear | Participação    | Does not appear | Does not appear | Does not appear | Does not appear | Does not appear |
| Jason Burkart       | —             | Pequeno John          | Does not appear | Does not appear | Participação    | Participação    | Participação    | Does not appear | Does not appear |
| Raphael Alejandro   | Roland        | Roland                | Does not appear | Does not appear | Participação    | Participação    | Participação    | Does not appear | Does not appear |
| Joanna García       | —             | Ariel                 | Does not appear | Does not appear | Participação    | Participação    | Does not appear | Participação    | Participação    |
| Charles Mesure      | —             | Barba Negra           | Does not appear | Does not appear | Participação    | Participação    | Does not appear | Participação    | Participação    |
| Bernard Curry       | —             | Liam Jones            | Does not appear | Does not appear | Participação    | Does not appear | Participação    | Does not appear | Does not appear |
| Gil McKinney        | —             | Príncipe Eric         | Does not appear | Does not appear | Participação    | Does not appear | Does not appear | Participação    | Does not appear |
| Michael P. Northey  | —             | Friar Tuck            | Does not appear | Does not appear | Participação    | Does not appear | Does not appear | Does not appear | Does not appear |
| Yvette Nicole Brown | —             | Ursula                | Does not appear | Does not appear | Participação    | Does not appear | Does not appear | Does not appear | Does not appear |
| Christopher Gorham  | Walsh         | Mágico de Oz          | Does not appear | Does not appear | Participação    | Does not appear | Does not appear | Does not appear | Does not appear |
| Alexandra Metz      | —             | Rapunzel              | Does not appear | Does not appear | Participação    | Does not appear | Does not appear | Does not appear | Does not appear |
| Pascale Hutton      | —             | Rainha Gerda          | Does not appear | Does not appear | Does not appear | Participação    | Does not appear | Does not appear | Does not appear |
| Robin Weigert       | —             | Bo Peep               | Does not appear | Does not appear | Does not appear | Participação    | Does not appear | Does not appear | Does not appear |
| John Rhys-Davies    | —             | Grand Pabbie          | Does not appear | Does not appear | Does not appear | Participação    | Does not appear | Does not appear | Does not appear |
| Tyler Jacob Moore   | —             | Príncipe Hans         | Does not appear | Does not appear | Does not appear | Participação    | Does not appear | Does not appear | Does not appear |
| Frances O'Connor    | —             | Colette               | Does not appear | Does not appear | Does not appear | Participação    | Does not appear | Does not appear | Does not appear |
| Jonathan Runyon     | —             | Duque de Weselton     | Does not appear | Does not appear | Does not appear | Participação    | Does not appear | Does not appear | Does not appear |
| Sally Pressman      | —             | Helga                 | Does not appear | Does not appear | Does not appear | Participação    | Does not appear | Does not appear | Does not appear |
| Sebastian Roché     | —             | Rei Stefan            | Does not appear | Does not appear | Does not appear | Participação    | Does not appear | Does not appear | Does not appear |
| Lee Majdoub         | —             | Sir Kay               | Does not appear | Does not appear | Does not appear | Does not appear | Participação    | Does not appear | Does not appear |
| Andrew Jenkins      | —             | Sir Percival          | Does not appear | Does not appear | Does not appear | Does not appear | Participação    | Does not appear | Does not appear |
| Ryan Robbins        | —             | Sir Morgan            | Does not appear | Does not appear | Does not appear | Does not appear | Participação    | Does not appear | Does not appear |
| Caroline Ford       | —             | Nimue                 | Does not appear | Does not appear | Does not appear | Does not appear | Participação    | Does not appear | Does not appear |
| Darren Moore        | —             | Vortigan              | Does not appear | Does not appear | Does not appear | Does not appear | Participação    | Does not appear | Does not appear |
| Glenn Keogh         | —             | Rei Fergus            | Does not appear | Does not appear | Does not appear | Does not appear | Participação    | Does not appear | Does not appear |
| Caroline Morahan    | —             | Rainha Elinor         | Does not appear | Does not appear | Does not appear | Does not appear | Participação    | Does not appear | Does not appear |
| Adam Croasdell      | —             | Brennan Jones         | Does not appear | Does not appear | Does not appear | Does not appear | Participação    | Does not appear | Does not appear |
| Jonathan Whitesell  | —             | Hércules              | Does not appear | Does not appear | Does not appear | Does not appear | Participação    | Does not appear | Does not appear |
| Kacey Rohl          | —             | Megara                | Does not appear | Does not appear | Does not appear | Does not appear | Participação    | Does not appear | Does not appear |
| Gina Stockdale      | —             | Emily Brown           | Does not appear | Does not appear | Does not appear | Does not appear | Participação    | Does not appear | Does not appear |
| Rya Kihlstedt       | Cleo Fox      | —                     | Does not appear | Does not appear | Does not appear | Does not appear | Participação    | Does not appear | Does not appear |
| David Hoflin        | —             | Zeus                  | Does not appear | Does not appear | Does not appear | Does not appear | Participação    | Does not appear | Does not appear |
| Oded Fehr           | —             | Jafar                 | Does not appear | Does not appear | Does not appear | Does not appear | Does not appear | Participação    | Does not appear |
| Craig Horner        | —             | Conde de Monte Cristo | Does not appear | Does not appear | Does not appear | Does not appear | Does not appear | Participação    | Does not appear |
| Andrew Kavadas      | —             | Baron Danglers        | Does not appear | Does not appear | Does not appear | Does not appear | Does not appear | Participação    | Does not appear |
| Lisa Banes          | —             | Lady Tremaine         | Does not appear | Does not appear | Does not appear | Does not appear | Does not appear | Participação    | Does not appear |
| Mekenna Melvin      | —             | Clorinda              | Does not appear | Does not appear | Does not appear | Does not appear | Does not appear | Participação    | Does not appear |
| Goldie Hoffman      | —             | Tisbe                 | Does not appear | Does not appear | Does not appear | Does not appear | Does not appear | Participação    | Does not appear |
| Jonny Coyne         | —             | Dr. Arthur Lydgate    | Does not appear | Does not appear | Does not appear | Does not appear | Does not appear | Participação    | Does not appear |
| Robin Givens        | —             | Eudora                | Does not appear | Does not appear | Does not appear | Does not appear | Does not appear | Does not appear | Participação    |
| Kevin Ryan          | —             | Príncipe Marius       | Does not appear | Does not appear | Does not appear | Does not appear | Does not appear | Does not appear | Participação    |
| Cindy Luna          | —             | Cecelia               |                 |                 |                 |                 |                 |                 | Participação    |
| Matty Finochio      | —             | Marcus Tremaine       |                 |                 |                 |                 |                 |                 | Participação    |
| Kevin Ryan          | Robert        | —                     |                 |                 |                 |                 |                 |                 | Participação    |
| Chad Rook           | —             | Capitão Ahab          |                 |                 |                 |                 |                 |                 | Participação    |
| Suzy Joachim        | —             | Madame Leota          |                 |                 |                 |                 |                 |                 | Participação    |
| Emily Tennant       | —             | Isla                  |                 |                 |                 |                 |                 |                 | Participação    |
| Gabrielle Miller    | —             | Flora / Mãe Natureza  |                 |                 |                 |                 |                 |                 | Participação    |
| Kyra Leroux         | —             | Yarrow                |                 |                 |                 |                 |                 |                 | Participação    |

## Once Upon a Time in Wonderland
| Intérprete                | Personagem                                  | Temporada 1      |
| Elenco principal          | Elenco principal                            | Elenco principal |
| ------------------------- | ------------------------------------------- | ---------------- |
| Sophie Lowe               | Alice                                       | Principal        |
| Michael Socha             | Will Scarlet / Valete de Copas / Rei Branco | Principal        |
| Peter Gadiot              | Cyrus                                       | Principal        |
| Emma Rigby                | Anastasia / Rainha Vermelha / Rainha Branca | Principal        |
| Naveen Andrews            | Jafar                                       | Principal        |
| John Lithgow              | Percy / Coelho Branco                       | Principal        |
| Elenco recorrente         |                                             |                  |
| Shaun Smyth               | Edwin                                       | Recorrente       |
| Ben Cotton                | Tweedledum                                  | Recorrente       |
| Matty Finochio            | Tweedledee                                  | Recorrente       |
| Iggy Pop                  | Caterpillar                                 | Recorrente       |
| Brian George              | Sultão                                      | Recorrente       |
| Zuleikha Robinson         | Amara                                       | Recorrente       |
| Lauren McKnight           | Elizabeth                                   | Recorrente       |
| Heather Doerksen          | Sarah                                       | Recorrente       |
| Peta Sergeant             | Jabberwocky                                 | Recorrente       |
| Elenco convidado          |                                             |                  |
| Jonny Coyne               | Dr. Arthur Lydgate                          | Participação     |
| Keith David               | Gato de Cheshire                            | Participação     |
| Jordana Largy             | Silvermist                                  | Participação     |
| Steve Bacic               | Grendel                                     | Participação     |
| Jessy Schram              | Ella                                        | Participação     |
| Barbara Hershey           | Cora Mills / Rainha de Copas                | Participação     |
| Sean Maguire              | Robin of Loxley / Robin Hood                | Participação     |
| Lee Arenberg              | Zangado / Leroy                             | Participação     |
| Garwin Sanford            | Rei Vermelho                                | Participação     |
| Kristin Bauer van Straten | Malévola                                    | Participação     |
| Kylie Rogers              | Millie                                      | Participação     |
| Dallas Sauer              | Sra. Darcy                                  | Participação     |
| Jason Burkart             | João Pequeno                                | Participação     |
| Michael P. Northey        | Frei Tuck                                   | Participação     |
| Michael Sangha            | Mirza                                       | Participação     |
| Whoopi Goldberg           | Sra. Coelho                                 | Participação     |
| Leah Gibson               | Nyx                                         | Participação     |
| Millie Bobby Brown        | Jovem Alice                                 | Participação     |